# Użyteczność krańcowa
Użyteczność krańcowa, użyteczność marginalna, korzyść krańcowa, korzyść marginalna – korzyść jaką odnosi konsument ze zwiększenia konsumpcji danego dobra o jedną jednostkę. Stanowi przyrost korzyści w związku z konsumpcją dodatkowej jednostki dobra.
Przy danej wielkości konsumpcji danego dobra konsument odnosi określone korzyści. Jeżeli zwiększy swoją konsumpcję o jedną jednostkę dobra, wówczas całkowite korzyści jakie czerpie z konsumpcji zmienią się. Różnica w wielkości korzyści jakie konsument odnosił wcześniej i korzyści jakie odnosi po zwiększeniu konsumpcji stanowi właśnie użyteczność krańcową.
Twórcą terminu jest przedstawiciel austriackiej szkoły ekonomicznej Friedrich von Wieser.
Użyteczność krańcowa jest istotną kategorią mikroekonomiczną. Jej wprowadzenie pozwoliło pogłębić analizę zachowań jednostki gospodarującej przy zmieniającym się poziomie konsumpcji. Aż do XIX wieku w analizach ekonomicznych nie brano pod uwagę faktu, że konsument odnosi inne korzyści z konsumpcji jednostki dobra jeżeli posiada tego dobra niewiele, a inne jeżeli poziom jego konsumpcji jest znacząco wyższy. Ta obserwacja doprowadziła do sformułowania prawa malejącej użyteczności krańcowej, zgodnie z którym korzyść krańcowa każdej kolejnej konsumowanej jednostki dobra jest mniejsza od korzyści krańcowej poprzedniej jednostki dobra. Tym samym konsument zwiększając konsumpcję o kolejne jednostki powoduje zwiększenie odnoszonych korzyści, ale przyrost tych korzyści z każdą jednostką dobra jest coraz mniejszy.
Wprowadzenie do ekonomii kategorii użyteczności krańcowej pozwoliło również na rozwiązanie paradoksu wody i diamentu, postawionego jeszcze przez Arystotelesa, a który nie doczekał się satysfakcjonującego rozwiązania przez ponad dwa tysiące lat.